# Внешняя политика Доминиканской Республики
Внешняя политика Доминиканской Республики — это общий курс Доминиканской Республики в международных делах. Внешняя политика регулирует отношения Доминиканской Республики с другими государствами. Реализацией этой политики занимается министерство иностранных дел Доминиканской Республики.

## История

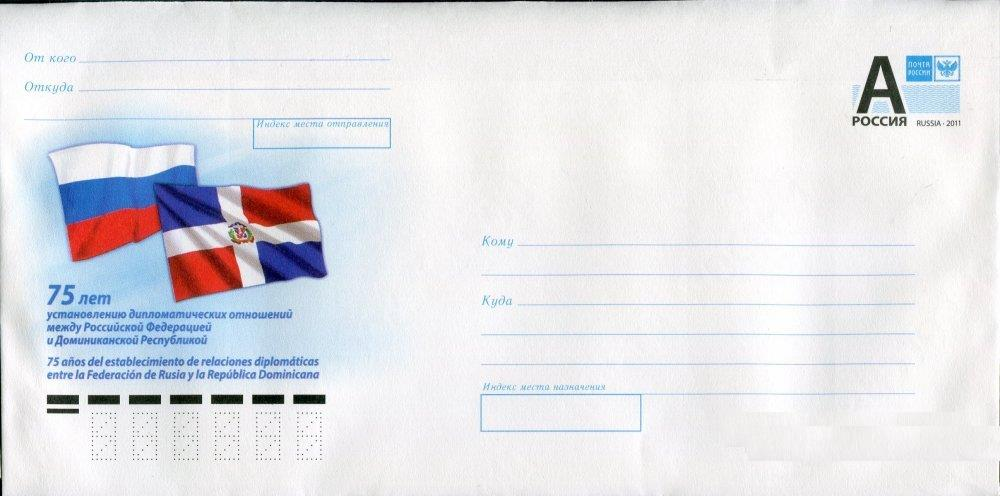
75 лет установлению дипломатических отношений между Российской Федерацией и Доминиканской Республикой. Почтовый конверт России, 2020 год.

Доминиканская Республика не поддерживает тесных отношений с большинством стран Африки, Азии, Ближнего Востока и Восточной Европы. У Доминиканской Республики не налажено обширной торговли, туристических маршрутов или дипломатических контактов с большинством этих стран и следовательно, там редко встречаются посольства или дипломатические миссии этой страны. Доминиканская Республика не является великой державой, и, как небогатое государство, не может позволить себе содержать масштабное дипломатическое представительство в других странах. Доминиканская Республика осуществляет активную дипломатическую деятельность на четырех важнейших для себя регионах: Вест-Индия, Латинская Америка, Соединённые Штаты Америки и Западная Европа.
Доминиканская Республика географически расположена на одном острове с Республикой Гаити, отношения с которой редко находятся на высоком уровне. В XIX веке Гаити неоднократно вторгалась на территорию Доминиканской Республики. Кроме того, доминиканцы, как правило, рассматривают Гаити как страну нецивилизованных африканцев, а себя считают латиноамериканцами и европейцами. Когда на Гаити начинаются беспорядки, доминиканское правительство обычно мобилизует вооружённые силы и направляет их к границе. Гаитянские политики, попавшие в опалу у себя на родине, часто переезжают жить в Санто-Доминго, где продолжают заниматься диссидентской и партизанской деятельностью. Правительство Доминиканской Республики часто пыталось повлиять на политическую жизнь Гаити. Граница между двумя странами часто бывает закрыта: на протяжении многих лет более высокие зарплаты и лучшие условия жизни побуждали гаитян переезжать жить в Доминиканскую Республику. Население Доминиканской Республики негативно относилось к переселенцам из соседнего государства, но в то же время они зависели от их низкооплачиваемого труда. Особенно актуальна дешевая рабочая сила из Гаити во время сбора сахарного тростника, когда тысячи гаитян доставляются на плантации на грузовиках, где живут в трудовых лагерях, а затем их отвозят обратно (хотя некоторые отказываются возвращаться и остаются жить в Доминиканской Республике). Подобная практика осуждалась на мировой арене, так как рассматривались нарушения прав гаитян в этих трудовых лагерях. Между Гаити и Доминиканской Республикой налажены торговые отношения, которые находятся на невысоком уровне. Из-за расовых, культурных и социальных различий между странами сомнительно, что отношения станут когда-нибудь дружественными.
Доминиканская Республика наладила хорошие отношения с близлежащим островом Пуэрто-Рико. Между двумя островами налажено сотрудничество в торговле, туризме и инвестиционной деятельности. Многие доминиканцы эмигрировали в Пуэрто-Рико, где более высокооплачиваемые рабочие места. Имела место и нелегальная иммиграция, когда доминиканцы на небольших лодках пытались пересечь пролив Мона, чтобы достичь берега Пуэрто-Рико. Пуэрто-Рико является неинкорпорированной организованной территорией США, что способствовало дальнейшей эмиграции доминиканцев с его территории в США. Многие пуэрториканцы инвестировали в экономику Доминиканской Республики или владели недвижимостью в этой стране. В Пуэрто-Рико у местного населения бытовало мнение, что доминиканцы отбирают их рабочие места. Но несмотря на наличие незначительных споров, отношения между Доминиканской Республикой и Пуэрто-Рико являются стабильными и доброжелательными. С соседней Кубой у Доминиканской Республики сложились непростые отношения. В 1962 году Доминиканская Республика разорвала дипломатические отношения с Кубой, в ответ кубинские власти пытались революционным путем свергнуть правительство этой страны. Однако с ростом экономики в 1970-х годах Доминиканская Республика превзошла Кубу в валовом внутреннем продукте на душу населения (ВВП), что внесло корректировки в традиционные отношения между странами. К концу 1980-х годов доминиканцы разговаривали с Кубой с позиции силы, но они по-прежнему опасались вооружённых сил этой страны и их возможностей по оказанию влияния на политические процессы внутри страны.
В 1980-е годы отношения между Кубой и Доминиканской Республикой стали нормализовываться в части спортивных и культурных обменов. Большинство из этих контактов были неофициальными, но также были и официальные переговоры между представителями правительств двух стран. Для Кубы эти контакты стали частью усилий страны вырваться из относительной дипломатической и коммерческой изоляции, в которой она находилась после 1962 года и преодоления экономической блокады со стороны Соединённых Штатов. Для Доминиканской Республики подобные контакты с Кубой служил для того, чтобы местные левые партии перестали критиковать правительство, а также чтобы оказать давление на Соединённые Штаты, которые в 1980-х годах не желали нормализации отношений с Кубой. Одним из основных препятствий на пути к более тесному сотрудничеству между Доминиканской Республикой и Кубой стала конкуренция этих стран на мировых рынках сахара, что ставило крест на налаживании более крепких отношения.
К 1989 году Доминиканская Республика стала активнее участвовать в крупных политических и экономических событиях Вест-Индии. Она поддерживала тесные отношения с Венесуэлой, с которой имела важные торговые связи. Отношения Доминиканской Республики с небольшими карибскими островами (включая Ямайку) также углублялись, в том числе путём участия в Карибском сообществе. Доминиканская Республика избегала слишком глубокого участия в делах Центральной Америки. Хотя эта страна предлагала свои посреднические услуги для разрешения конфликтов в этом регионе. Тем не менее, не желая подвергать опасности свои отношения с Мексикой, странами Центральной Америки или Соединёнными Штатами, Доминиканская Республика оставалась в стороне от наиболее противоречивых конфликтов в Центральной Америке. Доминиканцы были возмущены, когда Никарагуа, используя свои советские, восточноевропейские и прочие связи, выбила Доминиканскую Республику с непостоянного места в Совете Безопасности ООН.
Наиболее важными для Доминиканской Республики являются отношения c Соединенными Штатами. Политически, экономически и стратегически Доминиканская Республика в большей степени зависит от Соединенных Штатов, чем от любой другой страны. Соединенные Штаты имеют посольство в Санто-Доминго, а посольство Доминиканской Республики в Вашингтоне является самым важным среди дипломатических представительств страны. Доминиканцы иногда возмущались большим присутствием Соединенных Штатов в своей стране, а также снисходительным и покровительствующим отношением некоторых американцев. Они также возмущались вмешательством Соединенных Штатов в их внутренние дела, в частности военным вмешательством в 1965 году. Однако, большинство доминиканцев хорошо относились к Соединённым Штатам, положительно воспринимали туризм и эмиграцию в эту страну. Хотя доминиканцы негативно восприняли вмешательство Соединенных Штатов в 1965 году, они также опасались и бездействия этой страны в решении региональных конфликтов.
Доминиканская Республика поддерживает хорошие отношения со странами Западной Европы и пыталась расширить торговлю с этим регионом для диверсификации своих экономических контактов. Важны также культурные и политические связи с Западной Европой. Ведущими западноевропейскими странами с интересами в Доминиканской Республике были: Федеративная Республика Германия (Западная Германия), которая значительно увеличила своё присутствие в этой стране в 1980-х годах; Испания по культурным и языковым отношениям; Франция по культурным и экономическим отношениям. Среди азиатских стран Япония отметилась значительным коммерческим присутствием в 1980-х годах, но она мало интересовалась политическими или стратегическими вопросами. Китайская Республика (Тайвань) имела обширные коммерческие и дипломатические отношения с Доминиканской Республикой. Израиль оказывал экономическую помощь Доминиканской Республике, поддерживал ограниченные коммерческие, культурные и дипломатические отношения. В свою очередь, израильтяне в ответ рассчитывали на то, что Доминиканская Республика будет поддерживать их позицию на международной арене.